# Vinnemerville
Vinnemerville é uma comuna francesa na região administrativa da Normandia, no departamento de Sena Marítimo. Estende-se por uma área de 4,26 km². Em 2010 a comuna tinha 219 habitantes (densidade: 51,4 hab./km²).